# Plan Younga

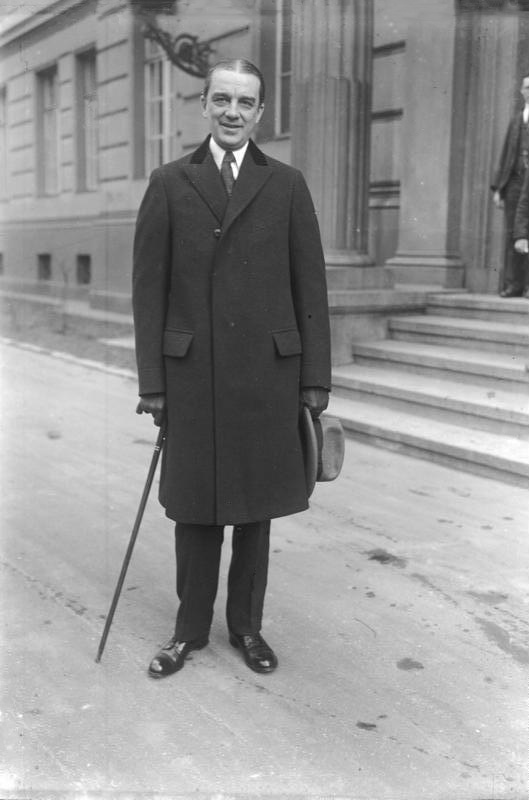
Owen Young, Berlin 1924 rok

Plan Younga – plan spłat reparacji nałożonych na Niemcy po I wojnie światowej.
Opracowany został w 1929 roku przez międzynarodową komisję rzeczoznawców pod przewodnictwem Owena Younga i stał się podstawą do rokowań nad sprawą reparacji niemieckich na pierwszej (6 sierpnia – 31 sierpnia 1929) i drugiej (4 stycznia – 20 stycznia 1930) konferencji w Hadze. Po przeprowadzeniu zmian mocarstwa przedstawiły plan Younga Niemcom, których parlament przyjął go uchwałą z 12 marca 1930. Plan Younga zastąpił w tym momencie dotychczasowy plan Dawesa.
Na mocy planu Younga Niemcy zobowiązały się do spłat reparacji w ciągu 59 lat (do 1988 roku), w ogólnej sumie 115 447 mln RM. Sumą tą objęto odszkodowania wojenne dla Ententy i Stanów Zjednoczonych, koszty odbudowy oraz oprocentowanie i spłatę pożyczki Dawesa. Sumy reparacyjne wpłacać miały Niemcy do utworzonego w tym celu Banku Reparacyjnego z siedzibą w Bazylei. Na podstawie planu Younga Niemcy otrzymały obniżenie sumy reparacyjnej, oraz anulowanie postanowień o zabezpieczaniu i zastawach. Wycofano też z Niemiec międzynarodowe komisje kontrolne. Plan Younga nie zakończył ostatecznie sprawy reparacyjnej. Położenie gospodarcze Niemiec pogorszyło się z wiosną 1931 roku, co sprawiło, że prezydent Stanów Zjednoczonych Herbert Hoover (pod naciskiem przedsiębiorców amerykańskich i na skutek telegraficznej prośby Hindenburga) wystąpił 20 czerwca 1931 z projektem rocznego moratorium na wypłaty reparacyjne. Z końcem 1931 rzeczoznawcy Banku Reparacyjnego orzekli, że Niemcy nie są w stanie płacić rat według planu Younga. Raport ten stał się podstawą konferencji w Lozannie od 16 czerwca 1932, która po długich naradach załatwiła ostatecznie sprawę reparacji. Układem w Lozannie 9 lipca 1932 dawna Ententa zrzekła się należnych jej sum reparacyjnych, w zamian za co Niemcy wpłaciły do Banku Reparacyjnego jednorazowo 3 miliardy RM w bonach, jako globalną sumę reparacji.
Plan Younga ostatecznie uregulował kwestie długów, które Polska odziedziczyła po państwach zaborczych, zwalniając ją ze wszelkich obciążeń.